# Janokonodon
Janokonodon (Yanoconodon) – monotypowy rodzaj wczesnych ssaków obejmujący gatunek Yanoconodon allini. Żył w okresie wczesnej kredy (125 milionów lat temu) na terenie współczesnych Chin. Jest uważany za formę przejściową pomiędzy ssakami a ssakokształtnymi, ich najbliższymi krewnymi, ze względu na budowę ucha środkowego.
Było to niewielkie, lekko zbudowane zwierzę, mierzące około 13 cm długości. Prawdopodobnie żywił się owadami, robakami i innymi bezkręgowcami. Przypuszczalnie prowadził nocny tryb życia, w celu zminimalizowania zagrożenia ze strony dinozaurów. Jak większość wczesnych ssaków miał krótkie, rozstawione na boki kończyny wyposażone w przystosowane do kopania pazury. Jego bliskim krewnym był Jeholodens.